# Archieparchia Bejrutu (maronicka)
Archieparchia bejrucka (łac. Archieparchia Berytensis Maronitarum)  – archidiecezja Kościoła maronickiego z siedzibą w Bejrucie, obejmująca swoim zasięgiem środkowo-zachodni obszar Libanu.

## Terytorium
Obszar archieparchii bejruckiej obejmuje 129 parafii na terytorium muhafazy Bejrut i w centralnej części muhafazy Dżabal Lubnan. Główną świątynią jest katedra św. Jerzego w Bejrucie.

## Historia
Obecność sporej społeczności maronitów w Bejrucie w okresie wypraw krzyżowych poświadczył Wilhelm z Tyru. Wraz z odejściem krzyżowców, liczebność wspólnoty maronickiej musiała nieuchronnie spadać. 
Pierwszym znanym biskupem Bejrutu był Youssef (Józef), wzmiankowany w 1577 w rocznikach patriarchy Stefana Douaihy. Nie wiadomo jednak, czy był to pierwszy maronicki biskup w tym mieście. 
Wzmianka o kolejnym biskupie pojawia się ponad sto lat później. Był nim inny Józef (Youssef as-Sami) z Damaszku (1691). Od tego momentu lista biskupów bejruckich jest już kompletna. 
Wśród miejscowych ordynariuszy na wyróżnienie zasługuje Abdallah Qara'ali, wcześniej znany jako reformator maronickiego monastycyzmu, założyciel zakonów aleppinów i baladytów. Abdallah Qara'ali odegrał znaczącą rolę podczas synodu maronitów w 1736, kiedy to dokonano kanonicznego obsadzenia stolic biskupich, w tym w Bejrucie.
Przez długi czas rezydencja biskupów znajdowała się nie w mieście, lecz w klasztorze św. Jana. Od czasu Pierre'a Karam Abu zaczęli oni na stałe mieszkać w Bejrucie. Fakt ten sprzyjał rozwojowi społeczności maronitów, która w ciągu kilku lat wzrosła z 3 000 w 1850 r. do 15 000 wiernych w 1870.
Toubia Aoun miał problemy z objęciem katedry biskupiej z powodu silnej opozycji, wspierającej Nicolasa Murada. Udało mu się jednak przekonać oponenta do rezygnacji i 10 czerwca 1847 objął urząd biskupa Bejrutu. On to rozpoczął budowę rezydencji biskupiej, która została zakończona w czasach jego następcy, Yusufa Dibsa (Debsa). Arcybiskup Dips z kolei nakazał także gruntowną przebudowę katedry św. Jerzego (na miejscu wcześniejszej), nadając jej formę znaną obecnie, oraz utworzył niższe seminarium.
Arcybiskup Pierre Chébli (Scebli) kształcił się we Francji, gdzie spędził większość swojej młodości. W czasie I wojny światowej został zesłany przez Turków do miasta Adana, gdzie wkrótce zmarł.
Archieparchia bejrucka należy do najludniejszych w Kościele maronickim. Była trzykrotnie odwiedzana przez papieży: Pawła VI (XII 1964), Jana Pawła II (V 1997) i Benedykta XVI (IX 2012).

## Arcybiskupi
- Youssef (1577–?)
- As-Sami Youssef (27 stycznia 1691 – 1698)
- Georges Khairallah Istifan (1698 – 1716)
- Abdallah Qara'ali OLM (17 września 1716 – 6 stycznia 1742)
- Youhanna Estephan (Istifan) (1743 – 1754)
- Youssef Estephan (sierpień 1754 – 6 kwietnia 1767, następnie maronicki patriarcha Antiochii)
- Athanase Aelcheniei (1768 – 1778)
- Michael Fadel (1779 – 20 września 1793, następnie maronicki patriarcha Antiochii)
  - Jérémie Najim (11 listopada 1779 – 8 czerwca 1802)
- Michael Fadel II (27 czerwca 1796 – 2 czerwca 1819)
- Pierre Karam Abu (28 listopada 1819 – 15 stycznia 1844)
- Toubia Aoun (31 grudnia 1844 – 4 kwietnia 1871)
- Yusuf Dibs (11 lutego 1872 – 7 października 1907)
- Pierre Chébli (Scebli) (11 lutego 1908 – 30 maja 1917)
- Ignace Mobarak (23 lutego 1919 – 1951)
- Ignace Ziadé (26 stycznia 1952 – 4 kwietnia 1986)
- Khalil Abi-Nader (4 kwietnia 1986 - 8 czerwca 1996)
- Paul Youssef Matar (8 czerwca 1996 - 15 czerwca 2019)
- Paul Abdel Sater (od 15 czerwca 2019)